# Bork Rigel
Bork Rigel, född 18 maj 1988 i Vanvikan i Trøndelag fylke i Norge, död 17 september 2013 i Norge, var en norsk kallblodig travhäst som tävlade mellan 1991 och 2003. Han tränades större delen av karriären av den norska travfamiljen Wanvik, och kördes vanligtvis av Jomar Blekkan.
Bork Rigel sprang under tävlingskarriären in nästan 13,7 miljoner norska kronor, och räknas som en av Norges bästa travhästar någonsin.

## Karriär
Bork Rigel tävlade mellan 1991 och 2003 och sprang in nästan 13,7 miljoner norska kronor efter att ha tagit 168 segrar på 345 starter. Trots att Jomar Blekkan var hästens ordinarie kusk, kördes han av Per Oleg Midtfjeld i karriärens sista start.
Bork Rigel satte flera norska och svenska rekord både som unghäst och äldre. 1992 segrade han i Svenskt Kallblodsderby, och blev tvåa i Norskt Kallblodsderby. Han fortsatte att segra i storlopp även som äldre travare, och hade sin mest vinstrika säsong 1998, då han sprang in 2,1 miljoner norska kronor.
Bork Rigel startade sin avelskarriär 1993, och kombinerade både avels- och tävlingskarriär under många år. Hans sista avkomma, Den Siste Viking, föddes 2014, och han blev bland annat far till miljonärerna Bokli Balder, Ulsrud Igel, Slettvoll Rambo, Vinnikvikken, Kvikk Borken och Turbo Rigel. Han valdes 2015 in postumt i Travsportens Hall of Fame.

## Statistik
Källa: 
| År     | Ålder  | Starter | Etta | Tvåa | Trea | Övr. | Tid.  | Inkört         |
| ------ | ------ | ------- | ---- | ---- | ---- | ---- | ----- | -------------- |
| 1991   | 3 år   | 25      | 17   | 1    | 3    | 1    | 29.0a | 690 104 NOK    |
| 1992   | 4 år   | 24      | 18   | 3    | 2    | 1    | 25.6v | 1 033 104 NOK  |
| 1993   | 5 år   | 26      | 11   | 5    | 3    | 3    | 24.8a | 668 160 NOK    |
| 1994   | 6 år   | 33      | 11   | 12   | 4    | 6    | 22.7a | 1 129 371 NOK  |
| 1995   | 7 år   | 34      | 17   | 6    | 6    | 4    | 22.9a | 1 162 376 NOK  |
| 1996   | 8 år   | 36      | 16   | 11   | 5    | 3    | 22.0a | 1 450 772 NOK  |
| 1997   | 9 år   | 35      | 25   | 3    | 3    | 4    | 21.7a | 2 047 292 NOK  |
| 1998   | 10 år  | 36      | 22   | 8    | 3    | 3    | 21.4a | 2 114 478 NOK  |
| 1999   | 11 år  | 38      | 17   | 11   | 6    | 4    | 21.3a | 1 708 664 NOK  |
| 2000   | 12 år  | 28      | 11   | 9    | 3    | 5    | 20.4a | 1 177 954 NOK  |
| 2001   | 13 år  | 14      | 3    | 1    | 1    | 8    | 21.8a | 297 492 NOK    |
| 2002   | 14 år  | 14      | 0    | 5    | 2    | 5    | 21.2a | 212 527 NOK    |
| 2003   | 15 år  | 2       | 0    | 0    | 0    | 1    | 25.5a | 3 000 NOK      |
| Totalt | Totalt | 345     | 168  | 75   | 41   | 48   | 20.4a | 13 695 673 NOK |

## Bilder

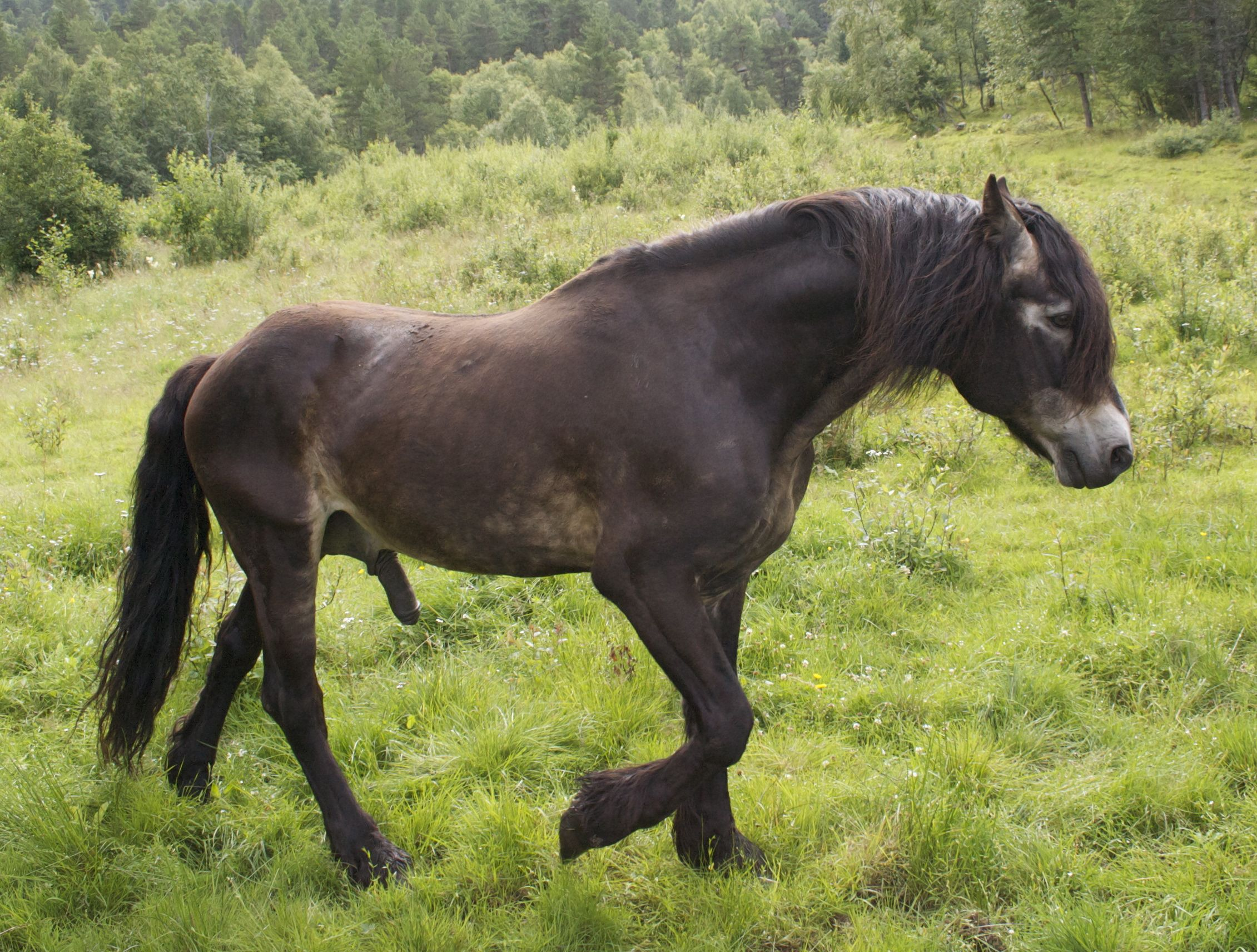
Bork Rigel som 23-åring.
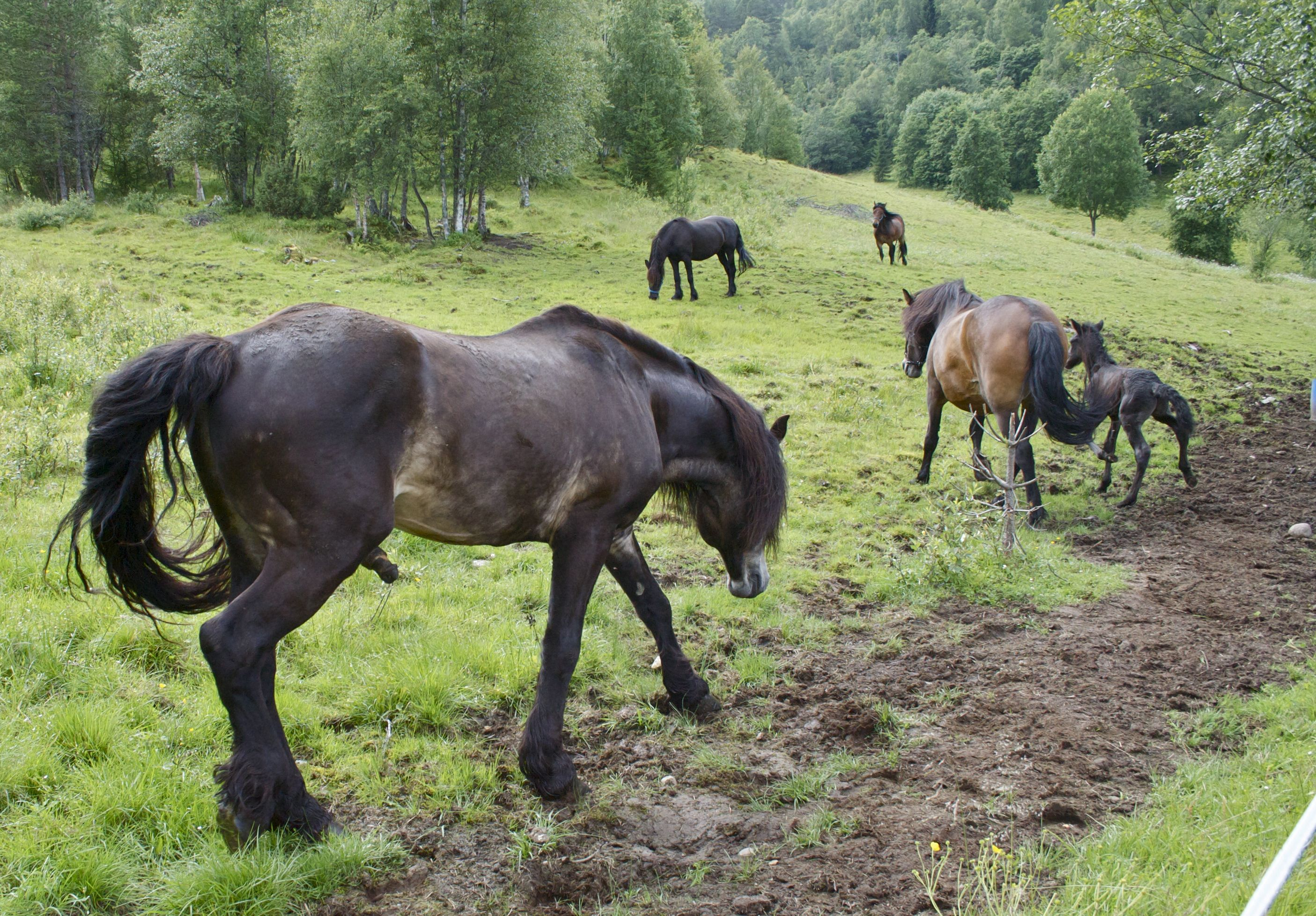
Bork Rigel i avelstjänst.